# تپه کندیری ۳
تپه کندیری ۳ مربوط به دوران‌های تاریخی پس از اسلام است و در شهرستان بوئین‌زهرا، بخش آوج، روستای پرسبانج واقع شده و این اثر در تاریخ ۲۵ اسفند ۱۳۸۰ با شمارهٔ ثبت ۵۶۸۱ به‌عنوان یکی از آثار ملی ایران به ثبت رسیده است.